# Marcin Paszkowski
Marcin Paszkowski herbu Zadora (zm. 1621 lub później) – polski wojskowy, dworzanin i poeta.

## Życiorys
O jego życiu wiadomo niewiele. Pochodził prawdopodobnie z niezamożnej rodziny szlacheckiej z Paszkówki w powiecie szczyrzyckim, ale nie jest to potwierdzone jednoznacznie. Mógł brać udział w kampanii Stefana Batorego przeciw Rosji w Inflantach, a potem w kolonizacji tej części Rzeczypospolitej. Po zakończonej służbie wojskowej służył u Lubomirskich w Wiśniczu, a następnie w Krakowie na Wawelu, u wielkorządcy Jana Płazy, do jego śmierci. Sam zmarł w 1621 lub nieco później. Według Ignacego Krasickiego mógł być jezuitą, ale informacja ta może dotyczyć innej współczesnej mu osoby o tych samych personaliach.

## Twórczość
Tworzył przede wszystkim utwory religijne, okolicznościowe, panegiryki, treny oraz poematy. Najaktywniejszy pod tym względem był w latach 1608–1621. Jego dorobek to około dwadzieścia dzieł. Część stworzonych przezeń tekstów zaginęła, a część przypisywanych mu utworów mogła być autorstwa innych poetów.
Najważniejszym jego utworem są Dzieje tureckie i utarczki kozackie z Tatary. Tudzież też o narodzie, obrzędziech, nabożeństwie, gospodarstwie i rycerstwie, etc. tych pogan, ku wiadomości ludziom różnego stanu pożyteczne. Przydany jest do tego Dykcjonarz języka tureckiego i Dysputacja o wierze chrześcijańskiej i zabobonach bisurmańskich etc. Przez Marcina Paszkowskiego, na czworo ksiąg rozdzielone, opisane i wydane, w Krakowie w 1615 r. Jest to najpełniejszy w ówczesnej literaturze polskiej obraz losu niewolników pozostających w jasyrze tatarsko-tureckim. Literaturoznawca Renata Ryba z Uniwersytetu Śląskiego nazywa to dzieło swoistą encyklopedią spraw tureckich.
Czterotomowe dzieło liczy 155 stron, przy czym tom pierwszy jest najbardziej obszerny (epopeja w dwunastu rozdziałach, dotycząca losów szlachcica, Jakuba Kimikowskiego, pojmanego przez Tatarów w jasyr w okolicy roku 1580 i kilka lat trzymanego w niewoli tureckiej na obszarze Azji Mniejszej oraz Afryki). Utwór jest kompilacją, a jego fragmenty zostały bardzo wiernie przepisane albo przetłumaczone z dorobku innych autorów (np. Bartolomeusa Georgiewicza, Macieja Stryjkowskiego, Macieja Miechowity, Aleksandra Gwagnina, Jana Taranowskiego, Mikołaja Krzysztofa Radziwiłła oraz Owidiusza). Niezależnie od tego ma on znaczną wartość dla badań turkologicznych. Autor otworzył też w literaturze polskiej pewne nowe, orientalistyczne szlaki. Pierwszą monografię poety napisał Michał Kuran w 2012.